# 昌都蒿
昌都蒿（学名：Artemisia orientali-xizangensis）是菊科蒿属的植物，是中国的特有植物。分布在中国大陆的西藏等地，多生于中海拔地区的坡地与路旁，目前尚未由人工引种栽培。